# I'm Real (bài hát của Jennifer Lopez)
"I'm Real" (tạm dịch: "Tôi rất thật") là tên hai bài hát của Jennifer Lopez. Ca khúc đầu được trích từ album phòng thu thứ hai của cô mang tên J.Lo (2001), và ca khúc còn lại là "I'm Real (Bản phối của Murder)", cùng sự xuất hiện của rapper Ja Rule của The Inc. Records (từng được biết đến là Murder Inc. Records), xuất hiện trong phiên bản đặc biệt của J.Lo, nằm trong album phối lại J to tha L-O!: The Remixes (2002), và album phòng thu thứ ba của Ja Rule, Pain Is Love (2001). Bản phối Murder đã leo lên vị trí đầu bảng xếp hạng Billboard Hot 100 vào ngày 8 tháng 9 năm 2001 ba tuần liên tiếp trong 5 tuần đứng nhất. Ja Rule thực chất được xuất hiện nhờ thành công tương đối của "Play" tại Mỹ, đĩa đơn thứ hai của J.Lo. Ca sĩ Ashanti (đồng thời cũng trong The Inc.) chính là ca sĩ hát bè trong bản phối của Murder. Đây là hai ca khúc khác nhau nhưng bị trùng hợp về tên gọi.

## Video ca nhạc
Video ca nhạc cho "I'm Real" được phát sóng sau khi phát hành ca khúc tại Mỹ, chủ yếu xoay quanh những cảnh quay Lopez lái chiếc mô tô trên được cao tốc. Video đồng thời còn kèm theo sự xuất hiện đặc biệt của người mẫu đồ lót Travis Fimmel và một phần nhảy ngắn (với nhạc nền "More Bounce to the Ounce" trình bày bởi Zapp), cùng chồng sắp cưới của cô trong khoảng thời gian đó và hiện tại đang là chồng cũ, Cris Judd với tư cách là vũ công chính. Video của bản phối Murder thì gồm sự xuất hiện của Ja Rule và Irv Gotti đồng thời được trình diễn tại Giải thưởng Video âm nhạc của MTV 2001 và thắng hạng mục Video Hip-hop Xuất sắc tại Giải thưởng Video âm nhạc của MTV 2002.

## Tranh cãi
Bên cạnh thành công của "I'm Real", một số mâu thuẫn về việc sử dụng nhạc mẫu và cấu trúc của bài hát đã xảy ra. Ca khúc gồm phần nhạc mẫu không ghi danh từ đĩa đơn thành công năm 1978, "Firecracker" trình bày bởi Yellow Magic Orchestra (một ca khúc được trình diễn lại nhưng với nhạc điện tử synthpop của bài hát cùng tên năm 1959 trình bày bởi Martin Denny). Trong khi đó, bản phối này lại chính thức được nắm giữ trong bài "All Night Long" năm 1983 của Mary Jane Girls, dù vậy, phần giai điệu lại thuộc về bài "Mary Jane" của Rick James. Một số bài báo đã cho rằng nhạc mẫu của "Firecracker" đã được lên kế hoạch để sử dụng cho "Loverboy" của Mariah Carey. Theo nhà xuất bản của "Firecracker", Carey đã gọi đến để xin bản quyền mẫu nhạc nhưng chưa hề sử dụng trước khi Lopez xin phép. Carey sau đó đã nhận ra rằng chồng cũ của mình và đồng thời là người chịu trách nhiệm âm nhạc tại Sony Music (Columbia Records), Tommy Mottola, đã cố ý phá hoại sự nghiệm của cô bằng cách đưa bản mẫu cho Lopez.
Tức giận về việc làm của Lopez và chồng cũ, Carey đã thêm một số lời nhạc đáng chú ý trong "Loverboy", đĩa đơn đầu tay mà cô hợp tác với hãng thu mới, Virgin Records. Phần lời này được trình bày trong đoạn hát rap của Da Brat, khi cô hát, "Hate on me, much as you want to, you can't do what the fuck I do, bitches be, emulating me daily" (tạm dịch: "Ghét tôi à, ghét nhiều nếu anh muốn vì anh cũng chả làm cái con chó gì mà tôi làm đâu, anh chỉ khiến anh càng thua kém thôi, vậy còn bày đặt thi đua với người khác") cùng phần giai điệu của "Firecracker". Từ "chó cái" trong bài hát đã được sử dụng trong bài hát, nhưng đến khi phát sóng trên đài phát thanh, từ này đã bị cắt và ca khúc thì bị cắt ngắn còn 3 phút 15 giây.
Irv Gotti, người sản xuất bản phối Murder của "I'm Real" đã thừa nhận trong một buổi phỏng vấn với XXL rằng Mottola đã liên hệ với anh và nói rằng anh phải sáng tác ca khúc có giai điệu tương tự như sáng tác của anh cho Nhạc phim của Glitter, "If We", đồng thời cũng có sự xuất hiện của Ja Rule.
Ngoài ra, trong bản phối của Murder, cộng đồng người Mỹ gốc Phi đã rất tức giận khi Lopez dùng từ "đồ mọi rợ".

## Danh sách ca khúc
CD thứ 1
1. "I'm Real" (Bản phối của Murder cùng Ja Rule) - 4:22
2. "I'm Real" (Bản chỉnh của đài phát thanh) - 4:18
3. "I'm Real" (Bản gốc) - 4:58
4. "I'm Real" (Dezrok Club Mix) - 4:32
5. "I'm Real" (Dreem Teem Master) - 5:21
6. "I'm Real" (Pablo Flores Club Mix) - 3:30
7. "I'm Real" (André Betts Remix) - 3:59

CD thứ 2
1. "I'm Real" (Bản phối của Murder cùng Ja Rule) (Bản sạch/Chỉnh sửa) - 4:22
2. "I'm Real" (Bản gốc) - 4:58
3. "I'm Real" (Dezrok Vocal Radio Edit) - 3:48
4. "I'm Real" (Dreem Teem UK Garage Mix) - 4:00
5. "I'm Real" (D. MD Strong Club) - 4:20
6. "I'm Real" (Pablo Flores Euro-Dub) - 2:59

## Diễn biến trên bảng xếp hạng
"I'm Real" xuất hiện tại Mỹ với vị trí 66 trên bảng Billboard Hot 100 vào tuần ngày 7 tháng 7 năm 2001. Đến tuần thứ 4, ca khúc vươn lên tốp 20 nhờ thành công từ nhiều yêu cầu trên đài phát thanh. Cho đến ngày 8 tháng 9, ca khúc đứng đầu bảng xếp hạng và đánh bại "Fallin'", ca khúc đã giành hai tuần liền dẫn đầu bảng xếp hạng. Sau ba tuần đứng vững tại vị trí á quân, "I'm Real" đã leo lên trở lại vị trí đầu bảng cho hai tuần cuối cùng, đến ngày 27 tháng 10 năm 2001. "I'm Real (Bản phối của Murder)" đã giành nhiều yêu cầu trên các đài phát thanh nhạc R&B/hip hop và pop trong suốt mùa hè và mùa thu 2001, giành 15 tuần trong tốp năm bảng xếp hạng Billboard Hot 100. Năm 2009, đĩa đơn đã được liệt kê trong danh sách 30 ca khúc thành công nhất của thập niên 2000, nằm trong Những ca khúc Thập kỷ của Billboard Hot 100.
Vị trí xếp hạng của Bản phối Murder đã được thúc đẩy mạnh mẽ nhờ những yêu cầu phát thanh, dẫn đến nhiều lời phàn nàn về sự thiếu công bằng của Billboard năm 2002. Sau đó, những đài phát thanh đã nhầm lẫn về tên của bài hát khiến việc xếp hạng gặp rắc rối. Bản phối tiếp tục của Lopez là "Ain't It Funny (Bản phối của Murder)", một bản phối tiếp theo có sự xuất hiện của Ja Rule và đồng thời vươn lên bảng xếp hạng Hot 100.

## Xếp hạng
| Bảng xếp hạng (2001)                     | Vị trí cao nhất |
| ---------------------------------------- | --------------- |
| Úc (ARIA)                                | 3               |
| Áo (Ö3 Austria Top 40)                   | 25              |
| Bỉ (Ultratop 50 Flanders)                | 8               |
| Bỉ (Ultratop 50 Wallonia)                | 5               |
| Canada (Canadian Hot 100)                | 6               |
| Đan Mạch (Tracklisten)                   | 8               |
| Châu Âu Hot 100 Singles (Billboard)      | 9               |
| Phần Lan (Suomen virallinen lista)       | 16              |
| Pháp (SNEP)                              | 3               |
| Đức (GfK)                                | 11              |
| Ireland (IRMA)                           | 13              |
| Ý (FIMI)                                 | 16              |
| Hà Lan (Single Top 100)                  | 2               |
| New Zealand (Recorded Music NZ)          | 3               |
| Na Uy (VG-lista)                         | 4               |
| Thụy Điển (Sverigetopplistan)            | 8               |
| Thụy Sĩ (Schweizer Hitparade)            | 6               |
| Anh Quốc (OCC)                           | 4               |
| Hoa Kỳ Billboard Hot 100                 | 1*              |
| Hoa Kỳ Hot R&B/Hip-Hop Songs (Billboard) | 2               |
| Hoa Kỳ Pop Airplay (Billboard)           | 1               |
| Hoa Kỳ Latin Pop Songs (Billboard)       | 28              |

| Năm  | Bảng xếp hạng            | Vị trí cao nhất |
| ---- | ------------------------ | --------------- |
| 2001 | Australian Singles Chart | 53              |
| 2002 | Australian Singles Chart | 41              |

| Quốc gia    | Tổ chức | Chứng nhận | Số bán  |
| ----------- | ------- | ---------- | ------- |
| Úc          | ARIA    | Bạch kim   | 70,000  |
| Pháp        | SNEP    | Bạc        | 171,000 |
| New Zealand | RIANZ   | Vàng       | 7,500   |